# پلیمرهای بلور مایع
پلیمرهای کریستال مایع یا بلور مایع پلیمرهایی با خاصیت کریستال مایع هستند که عموماً دارای حلقه‌های آروماتیک مانند مزوژن هستند. برخلاف مواد پلیمری با اتصالات عرضی بین زنجیره‌ای مانند الاستومرهای بلور مایع و بلور مایع‌های شبکه‌ای می‌توانند بلور مایعگی را نیز از خود نشان دهند. هر دو ال سی پی، حاوی اتصالات عرضی هستند اما چگالی پیوندهای عرضی آن‌ها متفاوت است. در حال حاضر به‌طور گسترده‌ای در بازار نمایشگر استفاده می‌شود. علاوه بر این، ال سی پی اس دارای خواص ویژه مانند حساسیت حرارتی، تورم ناهمگن، و کشش نرم هستند؛ بنابراین می‌توانند حسگرهای خوبی باشند. یکی از معروف‌ترین و کلاسیک‌ترین کاربردها برای ال سی پی‌ها کولار است، یک فیبر مستحکم اما سبک با کاربردهای گسترده‌ای مانند استفاده در ساخت جلیقه ضد گلوله.

## زمینه

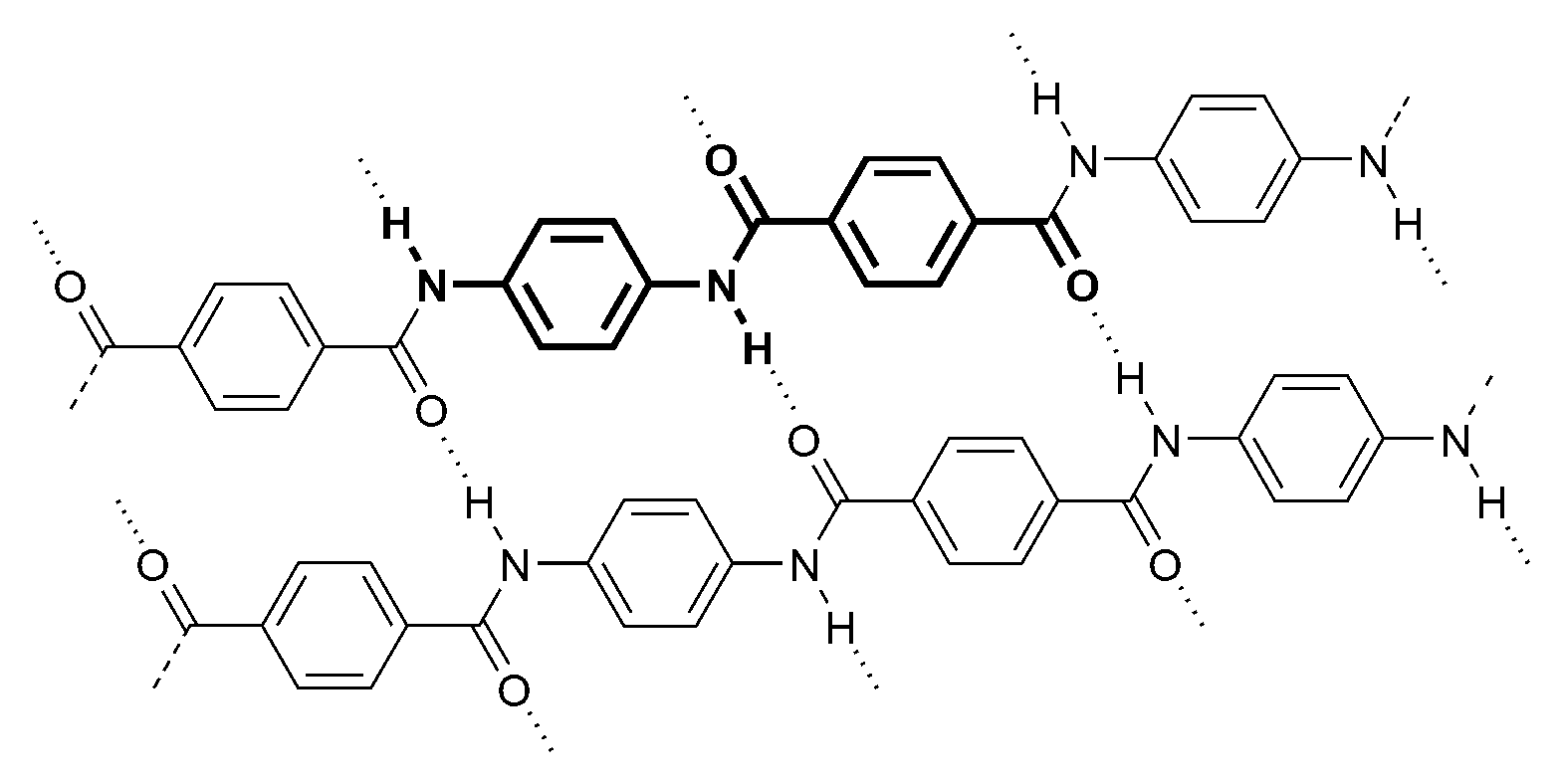
ساختار مولکولی کولار

بلور مایع شدن در پلیمر می‌تواند با حل یک پلیمر در حلال (پلیمر بلور مایع لیوتروپیک یا حلالیت افزا) رخ دهد یا به وسیله حرارت دادن پلیمر و رساندن به بالاتر از نقطه شیشه‌ای شدن یا نقطه ذوب (پلیمر کریستال مایع ترموتروپیک یا حساس به دما). پلیمرهای بلور مایع به صورت مذاب/مایع یا جامد وجود دارند. در حالت جامد نمونه بارز LCPهای لیوتروپیک یا حلالیت افزا آرامید است که با نام تجاری کولار شناخته می‌شود. ساختار شیمیایی این آرامید از حلقه‌های جانشین آروماتیک خطی تشکیل شده‌است که توسط گروه‌های آمیدی به هم متصل شده‌اند. به شیوه مشابه، چندین سری از LCPهای ترموتروپیک توسط چندین شرکت (به عنوان مثال، Vectra / Celanese) به صورت تجاری تولید شده‌اند.
تعداد زیادی از LCPها، تولید شده در دهه ۱۹۸۰، نظمی مشابه فاز مذاب بلور مایع‌های غیر پلیمری را نمایش می‌دهند. فرایند تهیه LCPها از فاز بلور مایع (یا مزوفاز) منجر به ایجاد الیاف و مواد قابل تزریق با خواص مکانیکی بالا می‌شود که یک نتیجه از خواص خود استحکام بخشی ناشی از جهت‌گیری ماکرومولکولی در مزوفاز می‌باشد.
امروزه، LCPها می‌توان با فرایند ذوب مواد متعارف با سرعت بالا، تولید کرد. در حقیقت، شکل‌پذیری LCPها یک مزیت مهم رقابتی در مقابل دیگر پلاستیک‌ها است.
دسته LCPهای قطبی و کاسه ای، با ویژگی‌های منحصر به خود و کاربری‌های بلقوه مهم و اساسی، همچنان مورد استفاده قرار می‌گیرند.

## مزوفازها
همانند ریز مولکول‌های بلور مایع، پلیمرهای بلور مایع حاوی مزوفازهای مختلف هستند. هسته‌های مزوژنی پلیمرها به مزوفاز مختلف تجمع می‌یابند مانند: نماتیک (N)، کلستریکس (Ch)، و اسمکتیک (S). اطلاعات بیشتر در مورد مزوفازها را می‌توان در صفحه کریستال مایع یافت.

## طبقه‌بندی

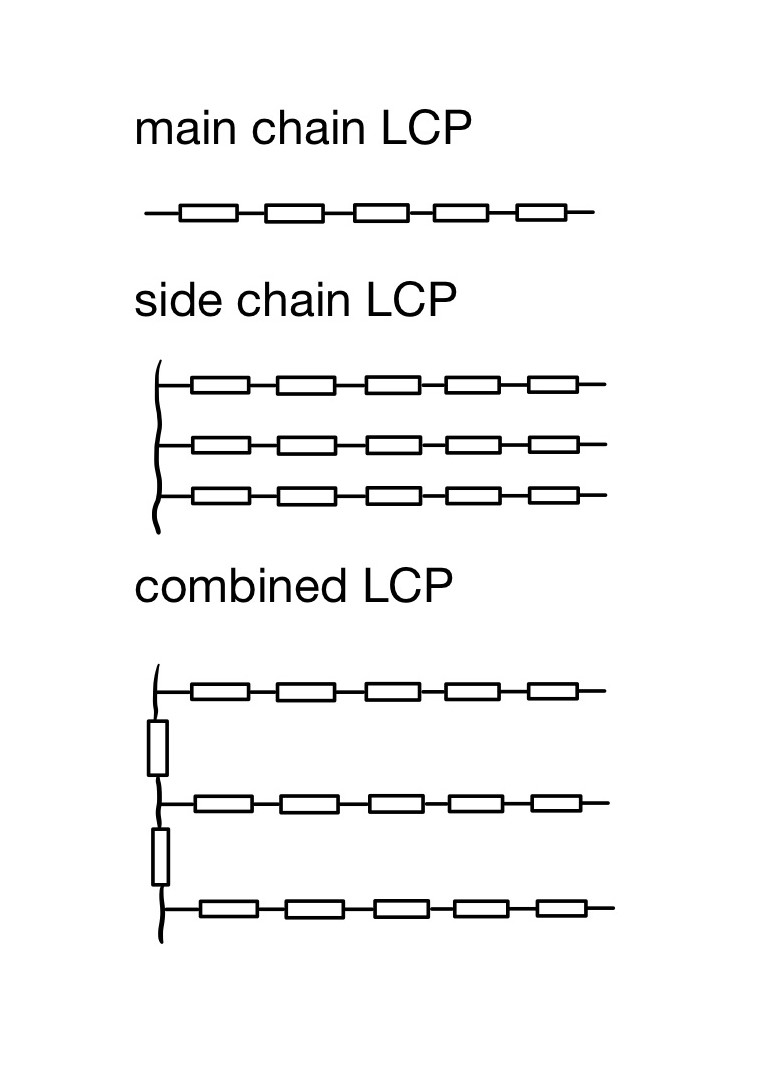
ساختار LCPها

LCPها بر طبق محل قرارگرفتن هسته‌های بلور مایع دسته‌بندی می‌شوند. پلیمرهای بلور مایع زنجیر اصلی (MCLCPs)، همان‌طور که از نام آن مشخص است، حاوی هسته‌های بلور مایع در زنجیره اصلی هستند. در برابر آن، پلیمرهای کریستال مایع زنجیر جانبی (SCLCPs) دارای زنجیره‌های جانبی آویز هستند که حاوی هسته‌های کریستال مایع هستند. این دو نوع LCP، ساختارهای بنیادی‌ای به صورت نشان داده شده در تصویر را دارا هستند.

### LCP زنجیر اصلی
LCPهای زنجیره اصلی دارای مزوژن‌های میله مانند سفت و سخت در طول زنجیره ستون فقرات پلیمر هستند که به‌طور غیرمستقیم منجر به افزایش دمای ذوب این نوع LCPها می‌شود. برای سهولت فرایند تولید این نوع پلیمر، روش‌های متنوعی برای کاهش دمای تغییر فاز اعمال می‌شود: (۱) وارد کردن زنجیره‌های انعطاف‌پذیر. (۲) وارد کردن خم یا پیچ خوردگی. (۳) افزودن گروه‌های جانشین به مزوژن‌های آروماتیک. . .

### LCP زنجیر جانبی[۹]
در LCPهای زنجیره جانبی، مزوژن‌ها در زنجیره‌های جانبی پلیمری قرار دارند. مزوژن‌ها عموماً از طریق فاصله دهنده‌های انعطاف‌پذیر به زنجیره ستون فقرات پلیمر متصل می‌شوند (اگرچه برای چند مورد محدود از LCPها، زنجیره‌های جانبی مستقیماً به زنجیره ستون فقرات متصل می‌شوند). اگر مزوژن‌ها مستقیماً به زنجیره ستون فقرات متصل باشند، زنجیره ستون فقرات که ساختاری فنری شکل دارند، مزوژن‌ها را از تشکیل یک ساختار با جهت‌گیری مشخص بازمی‌دارد. با این حال، با وارد کردن فاصله‌دهنده‌های انعطاف‌پذیر بین زنجیره ستون فقرات و مزوژن‌ها، می‌توان ترتیب مزوژن‌ها را از ساختار ستون فقرات پلیمر جدا کرد.

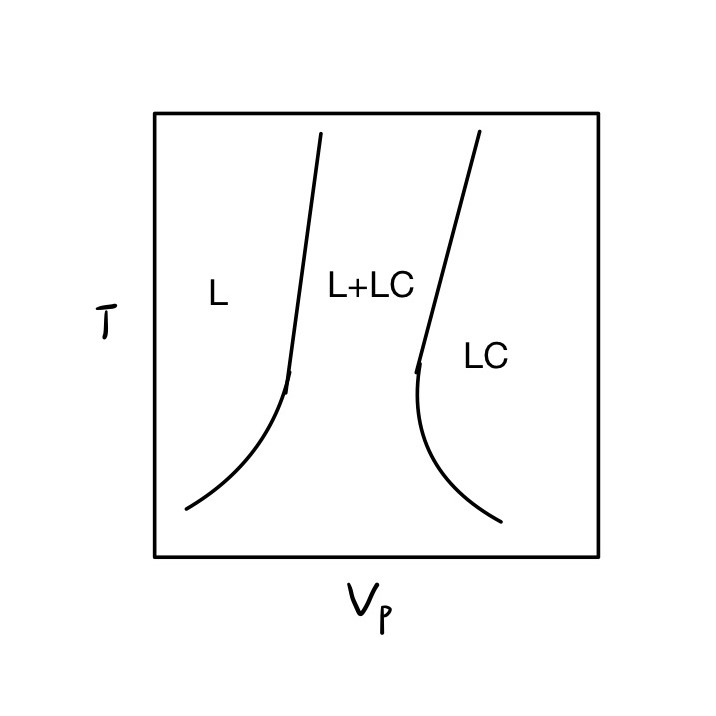
مکانیسم سیستم‌های لیوتروپیک (L به معنای مایع، LC به معنای کریستال مایع، Vp به معنای کسر حجمی پلیمر، T به معنای دما است)

مزوژن‌ها در LCPها خود می‌توانند به گونه‌ای مرتب شوند که در شرایط مختلف، نواحی بلور مایعی را تشکیل دهند. بر اساس مکانیسم تجمیع و ترتیب، LCPها را می‌توان به دو زیر بخش تقسیم کرد که در زیر نشان داده شده‌است. با این حال، تمایز به‌طور دقیق مشخص نیست. LCPها را می‌توان با بیش از یک روش به کریستال‌های مایع تبدیل کرد.

### سیستم‌های لیوتروپیک[۱۰]
LCPهای زنجیره اصلی لیوتروپیک دارای هسته‌های مزوژن سفت و سخت (مثل حلقه‌های آروماتیک) در ستون فقرات پلیمر هستند. این نوع LCPها به دلیل ساختار زنجیره ای محکم خود، کریستال‌های مایع را تشکیل می‌دهند. لازم است ذکر شود که ساختار زنجیره‌ای مستحکم صرفاً به دلیل تجمع هسته‌های مزوژن نیست. به دلیل ساختار سخت، برای حل کردن پلیمرهای زنجیره اصلی لیوتروپیک لازم است از حلال‌های قوی استفاده شود. هنگامی که غلظت پلیمرها به غلظت بحرانی می‌رسد، مزوفازها تشکیل می‌شوند و گرانروی محلول پلیمری کاهش می‌یابد. LCPهای زنجیره اصلی لیوتروپیک مانند کولار عمدتاً برای تولید الیاف مستحکم استفاده می‌شود.
LCPهای زنجیره جانبی عموماً دارای هر دو بخش آبگریز و آبدوست هستند. اکثراً انتهای زنجیره جانبی بخش آبدوست قرار دارد. هنگامی که آنها در آب حل می‌شوند، میسل‌ها به علت وجود نیروی آبگریز تشکیل می‌شوند. اگر کسر حجمی پلیمرها از کسر حجمی بحرانی فراتر رود، جدایی میسل‌ها برای تشکیل یک ساختار کریستالی مایع تجمع می‌یابند. از آنجایی که غلظت بالاتر از کسر حجمی بحرانی متفاوت است، کریستال مایع تولید شده ممکن است روش‌های تجمیع متفاوتی داشته باشد. دما، سختی پلیمرها، جرم مولکولی پلیمرها می‌تواند بر تبدیل یافتن به کریستال مایع تأثیر بگذارد. LCPهای زنجیره جانبی لیوتروپیک مانند آلکیل پلی اکسی اتیلن سورفکتانت‌های متصل به پلیمرهای پلی سیلوکسان ممکن است برای محصولات خود مراقبتی مانند صابون مایع و غیره استفاده شوند.

### سیستم‌های ترموتروپیک[۱۱]
مطالعه LCPهای ترموتروپیک از موفقیت LCPهای لیوتروپیک الهام گرفته شده‌است. این نوع LCPها فقط زمانی قابل تولید هستند که دمای ذوب بسیار کمتر از دمای تجزیه باشد. بالاتر از دمای ذوب و دمای شیشه‌ای شدن و زیر نقطه پاکسازی، LCPهای ترموتروپیک کریستال‌های مایع را تشکیل می‌دهند. پس از نقطه پاکسازی، مذاب دوباره همگن و شفاف می‌شود. آنچه که پلیمرهای بلور مایع را از ریز مولکول‌های بلور مایع متفاوت می‌کند این است که می‌توانیم با انرژی گرفتن ناگهانی (سرد کردن ناگهانی) از پلیمرهای کریستال مایع ور رساندن آن به دمایی کمتر از دمای شیشه‌ای شدن، کریستال مایع‌های منجمد بدست آورد. علاوه بر این، ما می‌توانیم از ناهمگن سازی شدن پلیمر برای توجیه دمای ذوب و دمای مزوفاز استفاده کنیم.
سیستم‌های دیگری مانند سیستم‌های فوتوتروپیک نیز وجود دارند.

## خواص
یک دسته منحصر به فرد از پلی استرهای آروماتیک بر پایه اسید p-هیدروکسی بنزوئیک و مونومرهای مرتبط که ساختارشان تا حدی بلوری است. پلیمرهای کریستال مایع قادر به تشکیل مناطقی با ساختار بسیار منظم در فاز مایع هستند. با این حال، درجه نظم تا حدودی کمتر از یک کریستال جامد معمولی است. به‌طور معمول، LCPها دارای استحکام مکانیکی زیادی در دماهای بالا، مقاومت شیمیایی بالا، خاصیت ضد حریق و مقاوم در برابر عوامل جوی هستند. پلیمرهای بلور مایع در اشکال مختلف با استفاده از روش‌های مختلف (تف جوشی در دمای بالا تا ترکیبات حاصل از قالب‌گیری تزریقی)قابل تولید هستند. LCPها را می‌توان جوش داد، اگرچه خطوط ایجاد شده توسط جوش نقطه ضعف محصول حاصل است. LCPها دارایضریب انبساط حرارتی بالا در محور Z هستند.
LCPها فوق‌العاده بی اثر هستند. آنها در حضور اکثر مواد شیمیایی در دماهای بالا، از جمله هیدروکربن‌های آروماتیک یا هالوژنه، اسیدهای قوی، بازها، کتون‌ها و سایر مواد واکنش پذیر صنعتی، در برابر تنش ترک‌خوردگی مقاومت می‌کنند. پایداریهیدرولیتیک این پلیمرها در آب در دمای جوش عالی است. محیط‌هایی که پلیمر را خراب می‌کند عبارتند از بخار با دمای بالا، اسید سولفوریک غلیظ و مواد سوزاننده در حال جوش است.
LCPهای قطبی و کاسه ای فروالکتریک هستند. وابستگی سرعت واکنش نسبت به اندازه در آنها در م با LCهای معمولی کمتر است و می‌توانند برای ساخت کلیدهای انتقال فوق سریع استفاده شوند. پلیمرهای ستونی بولیک دارای لوله‌های توخالی و بلند هستند. با استفاده از افزودن فلزات واسطه یا اتم‌های فلزی به لوله، آنها به‌طور بالقوه می‌توانند ابررساناهایی با Tc بسیار بالا تشکیل دهند.